# 城巴A21線
城巴A21線是香港一條機場巴士路線，屬由城巴有限公司營辦的「城巴機場快線」之一，於1998年7月6日起投入服務，來往紅磡站及機場，途經尖沙咀、佐敦、油麻地、旺角及深水埗西後，取道青葵公路、長青隧道及青嶼幹線往返香港國際機場及港珠澳大橋香港口岸，全程收費為$34.6。

## 歷史
1996年3月29日，運輸署公開招標兩組北大嶼山及赤鱲角新機場共25條巴士路線的經營權，包括其中一條往返紅磡車站及赤鱲角新機場的路線；同年10月22日，城巴投得一組共9條往返港九市區及4條往返東涌新市鎮的巴士路線專營權，往返紅磡車站及赤鱲角新機場的路線為其中之一，編號定為A21，於1998年7月6日隨新機場啟用而投入服務。A21線最初來回程均途經漆咸道南、彌敦道、亞皆老街、櫻桃街、D2路及D3路往返青葵公路，為使此線不受旺角道交通擠塞影響，1999年12月12日起往機場方向改經海輝道（維港灣）及連翔道前往青葵公路而不途經深旺道，往紅磡車站方向則改由深旺道經東京街西及西九龍走廊往荔枝角道及彌敦道，不再途經大角咀。
2005年8月16日，迪士尼樂園穿梭巴士R8線投入服務，A21線增設與該路線之八達通轉乘優惠，同時增設特別班次R21線，來往紅磡（海逸豪園）及香港迪士尼樂園，於每天早上及迪士尼樂園煙花表演後分別提供去程及回程服務，九龍區走線與此路線相若，惟服務範圍延伸至黃埔花園及海逸豪園；同月22日起，城巴調低此路線由深旺道往紅磡車站方向之單向分段收費；12月20日起，此路線往機場方向繞經亞洲國際博覽館，並增設多條機場路線的八達通轉乘優惠，乘客可於亞洲國際博覽館乘坐此路線往機場方向之班次，於機場（地面運輸中心）巴士總站利用八達通轉乘優惠轉乘此路線往紅磡車站方向之班次或其他機場路線，以方便來往博覽館參觀展覽或大型節目的市民及旅客。
自從海麗邨入伙後，A21線只有由機場開出的班次途經該處，而海麗邨卻無直達機場的公共交通工具，在深水埗區議會爭取下，此路線2007年7月16日起往機場方向恢復途經深旺道及荔寶路前往青葵公路；同年12月5日起，此路線往機場方向繞經香港國際機場二號客運大樓而不經亞洲國際博覽館，來往該處之服務由新增與E11、E21、E22、E22A線之免費八達通轉乘優惠取代。此外，R21線在香港迪士尼樂園開幕熱潮過後客量一直偏低，因此於2008年9月1日起按《2008－2009年度巴士路線發展計劃》的建議取消服務，由城巴R11線往北角碼頭方向繞經旺角及油麻地取代。2012年12月19日起，城巴在此路線引入實時抵站時間查詢服務。另外，此路線初時往機場方向的尾班車為00:00，運輸署及城巴於《2012－2013年度巴士路線發展計劃》中指出機場運作多年來大部份離港航班於01:30前起飛，由於航班乘客需要在凌晨或以前抵達機場辦理登機手續，導致此路線接近深夜往機場的班次客量稀少，因此此路線於2013年3月4日起提早往機場方向的尾班車至23:00。
運輸署於2016年發表《港珠澳大橋香港口岸的本地公共交通服務安排》，建議在港珠澳大橋通車當日，安排所有機場A線在青嶼幹線巴士轉乘站後，取道屯門至赤鱲角南面連接路（順朗路）往返港珠澳大橋香港口岸，然後才往返機場。受順朗路工程延誤影響，加上考慮地區人士意見，運輸署於2017年5月的修訂建議，則只安排9條A線駛經港珠澳大橋香港口岸，A21線為其中之一，往機場方向在香港國際機場二號客運大樓後，先繞經位於順暉路的港珠澳大橋旅檢大樓落客，才駛往機場（地面運輸中心）巴士總站；往市區方向由機場（地面運輸中心）巴士總站開出後，繞經港珠澳大橋香港口岸公共運輸交匯處，然後經赤鱲角路、機場路返回北大嶼山公路原有路線。隨著港珠澳大橋於2018年10月24日上午九時起正式通車，此路線隨即實施上述修訂改動，同時延長服務時間：紅磡站開出時間為05:15－00:00，機場頭班車開出時間提早至05:30；同年11月27日起，此路線往紅磡站方向離開港珠澳大橋香港口岸後，改經順朗路往北大嶼山公路，同時可按需求提供由機場（地面運輸中心）巴士總站或港珠澳大橋香港口岸開往荔枝角道（近彌敦道）的短途班次。
2019年6月7日起，A21線不再提供由機場（地面運輸中心）巴士總站或港珠澳大橋香港口岸往荔枝角道（近彌敦道）的短途班次，改為試辦特別班次，逢星期五至日及公眾假期於11:15、12:15及13:15由機場博覽館開出，經港珠澳大橋香港口岸及青嶼幹線收費廣場後直達尖沙咀，九龍區只停金巴利道、金馬倫道、中間道及尖東站四個分站，試辦至同年8月31日，相關特別班次其後獲延長試辦期至同年12月29日，惟改由機場（地面運輸中心）巴士總站開出，不再服務機場博覽館，同時取消非公眾假期之星期五服務，開車時間改為11:15、12:10及12:55；同年11月29日起，因應香港國際機場二號客運大樓進行擴建工程，此路線往機場方向不再繞經翔天路，並取消「機場（2號客運大樓）」巴士站。
受2019冠狀病毒病疫情影響，A21線由2020年12月14日起提早由紅磡站開出之尾班車至23:00，同時大幅削減班次。翌日起，為配合屯門赤鱲角隧道公路通車而實施的交通安排，此路線往機場方向離開港珠澳大橋香港口岸並駛至順匯路後，改經赤鱲角路、東榮路及機場路前往機場（地面運輸中心）巴士總站。2022年3月14日起，此路線更進一步削減由紅磡站開出之班次至四班及由機場開出之班次至三班；隨著政府於同年9月26日放寬海外抵港人士的檢疫安排，此路線由當日起恢復全日服務，紅磡站開出時間為05:15－20:15，機場開出時間為09:30－00:00，10月24日起增加每日09:00由機場開出之班次。2023年1月16日起，此路線紅磡站尾班車開出時間延遲至21:15，機場頭班車開出時間提早至08:00；同年2月13日起，此路線紅磡站尾班車開出時間延遲至22:15；6月5日起由紅磡站開出尾班車回復至00:00，機場頭班車開出時間提早至07:00；10月30日起機場頭班車開出時間回復至05:30，但班次並沒有回復至以往的水平。

## 服務時間及班次
A21線每日均提供不疏於30分鐘一班車的服務，列表如下：
| 紅磡站開         | 紅磡站開     | 紅磡站開     | 機場開           | 機場開       | 機場開       |
| 日期             | 服務時間     | 班次（分鐘） | 日期             | 服務時間     | 班次（分鐘） |
| ---------------- | ------------ | ------------ | ---------------- | ------------ | ------------ |
| 星期一至五       | 05:15－06:15 | 12           | 星期一至五       | 05:30－08:00 | 30           |
| 星期一至五       | 06:15－08:00 | 15           | 星期一至五       | 08:00－09:00 | 20           |
| 星期一至五       | 08:00－12:00 | 12           | 星期一至五       | 09:00－09:30 | 15           |
| 星期一至五       | 12:00－17:00 | 10           | 星期一至五       | 09:30－10:06 | 12           |
| 星期一至五       | 17:00－20:00 | 12           | 星期一至五       | 10:06－10:26 | 10           |
| 星期一至五       | 20:00－21:00 | 15           | 星期一至五       | 10:26－12:50 | 8            |
| 星期一至五       | 21:00－23:00 | 20           | 星期一至五       | 12:50－17:10 | 10           |
| 星期一至五       | 23:00－00:00 | 30           | 星期一至五       | 17:00－22:00 | 12           |
|                  |              |              | 星期一至五       | 22:00－00:00 | 20           |
| 星期六           | 05:15－06:15 | 12           | 星期六           | 05:30－08:00 | 30           |
| 星期六           | 06:15－08:00 | 15           | 星期六           | 08:00－09:00 | 20           |
| 星期六           | 08:00－11:00 | 12           | 星期六           | 09:00－09:30 | 15           |
| 星期六           | 11:00－18:00 | 10           | 星期六           | 09:30－10:18 | 12           |
| 星期六           | 18:00－21:00 | 12           | 星期六           | 10:18－10:58 | 10           |
| 星期六           | 21:00－22:00 | 15           | 星期六           | 10:58－12:18 | 8            |
| 星期六           | 22:00－23:00 | 20           | 星期六           | 12:18－18:48 | 10           |
| 星期六           | 23:00－00:00 | 30           | 星期六           | 18:48－22:00 | 12           |
|                  |              |              | 星期六           | 22:00－00:00 | 15           |
| 星期日及公眾假期 | 05:15－06:15 | 12           | 星期日及公眾假期 | 05:30－08:00 | 30           |
| 星期日及公眾假期 | 06:15－08:00 | 15           | 星期日及公眾假期 | 08:00－08:40 | 20           |
| 星期日及公眾假期 | 08:00－10:00 | 12           | 星期日及公眾假期 | 08:40－09:10 | 15           |
| 星期日及公眾假期 | 10:00－17:00 | 10           | 星期日及公眾假期 | 09:10－18:00 | 10           |
| 星期日及公眾假期 | 17:00－21:00 | 12           | 星期日及公眾假期 | 18:00－00:00 | 12           |
| 星期日及公眾假期 | 21:00－22:00 | 15           |                  |              |              |
| 星期日及公眾假期 | 22:00－23:00 | 20           |                  |              |              |
| 星期日及公眾假期 | 23:00－00:00 | 30           |                  |              |              |

## 收費
A21線全程收費為$34.6，並設12歲以下小童及65歲或以上長者半價優惠；惟此線並不受長者及合資格殘疾人士公共交通票價優惠計劃中的$2票價優惠覆蓋。乘客登車時需以現金或八達通卡繳付車資，不設找贖；而每位成人乘客可免費帶同最多兩名四歲以下而且不佔座位的兒童乘車。此外，乘客亦可使用指定電子支付工具繳付車資，使用此支付方式的乘客可享有與其他城巴獨營路線或聯營線城巴班次之轉乘優惠，惟不適用於與非城巴路線之轉乘優惠，乘客亦不能享有「公共交通費用補貼計劃」。
A21線沿途分段收費如下：
| 上車地點＼落車地點 | 機場   | 紅磡站 |
| ------------------ | ------ | ------ |
| 青嶼幹線巴士轉乘站 | $17.8  | $27.3  |
| 碧海藍天起         | 不適用 | $8.4   |

此外，合資格的機場及港珠澳大橋香港口岸員工，持已向城巴登記「認可僱員身份」的實體個人八達通卡，可以每程$24.1優惠價乘搭此路線（青嶼幹線巴士轉乘站往機場／港珠澳大橋香港口岸則為$17.7）。相關乘客需在登車時向車長出示該八達通卡正面，獲得車長確認後以該卡繳付車費，優惠亦不能與其他轉乘優惠（青嶼幹線及將軍澳隧道巴士轉乘站計劃除外）及即日來回優惠共用；而任何乘客乘搭此線往機場方向，然後於同一服務日內乘搭任何一條城巴機場快線日間路線往市區方向，即日來回機場／港珠澳大橋香港口岸／青嶼幹線巴士轉乘站及市區，次程可享半價優惠。該優惠只適用於來回程均使用八達通或指定電子支付工具的乘客。

## 用車
A21線主要派車為隸屬城巴機場快線車隊的Enviro500 MMC 12米（80XX）及12.8米（68XX）豪華巴士，該批豪華巴士內設有意大利真皮座椅，以提供較舒適的乘坐品質，並提供免費Wi-Fi等服務。

## 行車路線

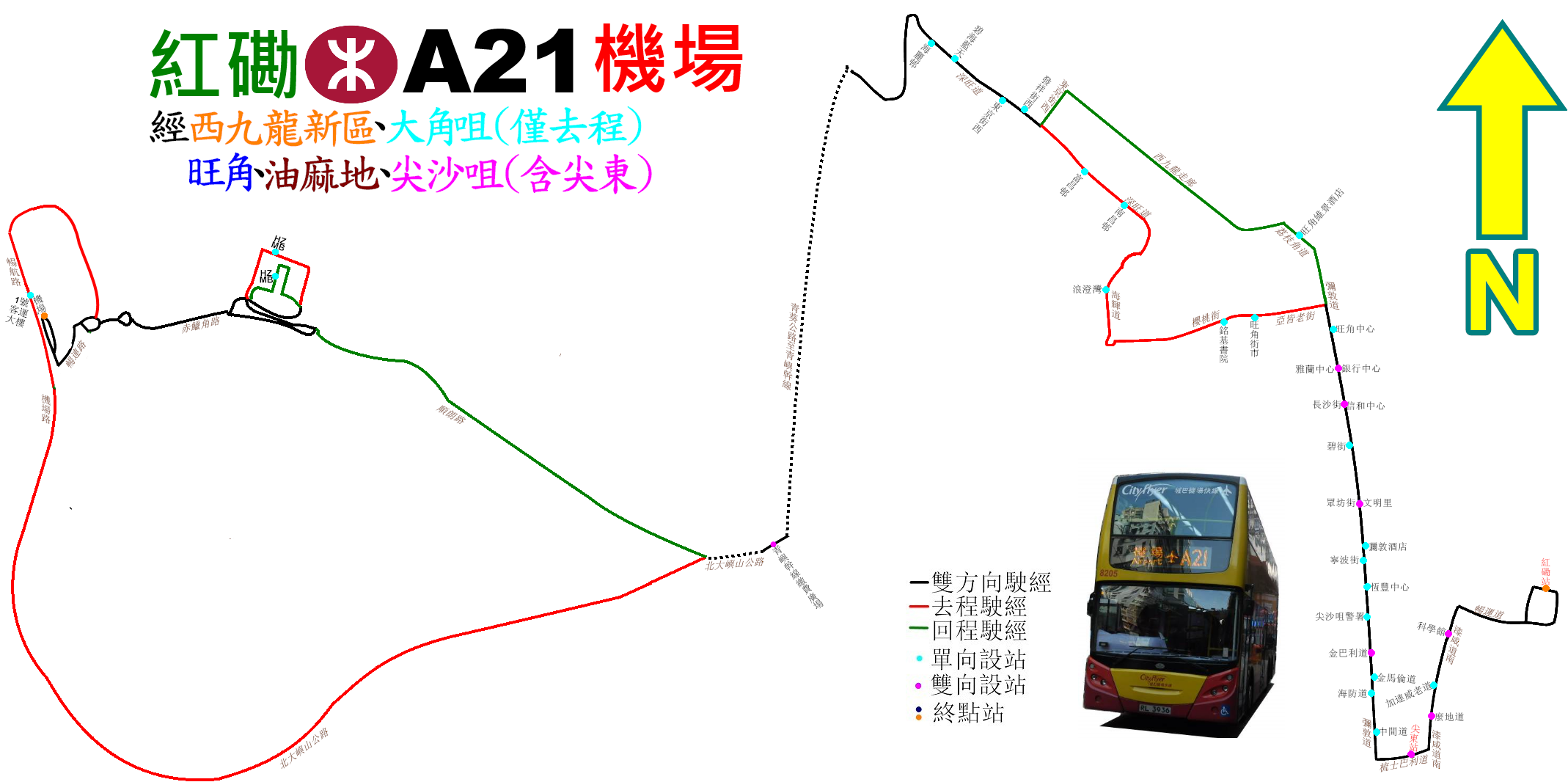
A21線的走線圖

A21線由紅磡站開出之班次途經暢運道、漆咸道南、梳士巴利道、彌敦道、亞皆老街、櫻桃街、櫻桃街下通道、海輝道、深旺道、荔寶路、青葵公路、長青隧道、長青公路、青衣西北交匯處、青嶼幹線、北大嶼山公路、機場路、暢航路、機場路、機場南交匯處、暢連路、航天城交匯處、赤鱲角路、順暉路、順匯路、赤鱲角路、東榮路、機場路及暢連路前往機場；由機場開出之班次經途經暢連路、機場南交匯處、暢連路、航天城交匯處、赤鱲角路、順暉路、順匯路、赤鱲角路、順朗路、北大嶼山公路、青嶼幹線、青衣西北交匯處、長青公路、長青隧道、青葵公路、荔寶路、深旺道、東京街西、通州街、西九龍走廊、太子道西、荔枝角道、彌敦道、梳士巴利道、漆咸道南、暢運道及安運道前往紅磡站，具體停站請參考資訊框。

## 使用狀況
A21線途經尖沙咀及旺角，沿途酒店林立，往市區方向於油尖旺區上落的乘客佔總載客量超過90%。根據《2012－2013年度巴士路線發展計劃》，A21線每日平均乘客量為5,020人次，在未提早往機場的尾班車時間前，22:30後往機場方向的總載客人數為3人，即平均每班車約1人。繞經港珠澳大橋香港口岸後，此路線繁忙時間往機場及紅磡站載客率分別為96%及62%。於2023年，此路線的載客率約為60－80%。

### 書籍
- 容偉釗. . BSI (香港). 2010-07: 145. ISBN 962-8414-68-2 （中文（香港））.

### 其他參考資料
1. 1 2 3 4  . 城巴有限公司.   [2024-09-05]. （原始内容存档于2024-09-06） （中文（香港））.
2. 1 2 3 4  . 城巴有限公司.   [2024-09-05]. （原始内容存档于2024-09-06） （中文（香港））.
3. ↑   (报告) 138–13. 香港政府憲報. 1996-03-29. 1513 （中文（香港））.
4. ↑  布政司署. . 公共巴士服務條例第230章. 1996-10-22 （中文（香港））.
5. ↑   (新闻稿). 城巴有限公司. 1998-07-03  [2024-09-05]. 原始内容存档于1999-03-02 （中文（香港））.
6. ↑  香港立法會.  (PDF). 1999年第79號法律公告. 1999-03-26  [2024-09-05]. （原始内容存档 (PDF)于2024-09-06） （中文（香港））.
7. ↑   (新闻稿). 城巴有限公司. 1999-12-10 （中文（香港））.
8. ↑   (PDF) (新闻稿). 城巴有限公司. 2005-08-14  [2024-09-05]. （原始内容存档 (PDF)于2024-09-06） （中文（香港））.
9. ↑  . 城巴有限公司. 2005-08-19 （中文（香港））.
10. ↑   (PDF) (新闻稿). 城巴有限公司. 2005-12-19  [2024-09-05]. （原始内容存档 (PDF)于2024-09-06） （中文（香港））.
11. ↑  . 城巴有限公司. 2005-12-20  [2024-09-05]. 原始内容存档于2005-12-23 （中文（香港））.
12. ↑  . 深水埗區議會: 第54-57點.   [2024-09-05]. （原始内容存档于2024-09-06） （中文（香港））.
13. ↑   (PDF) (新闻稿). 城巴有限公司. 2007-07-11  [2024-09-05]. （原始内容存档 (PDF)于2024-09-06） （中文（香港））.
14. ↑   (PDF) (新闻稿). 城巴有限公司. 2007-12-04  [2024-09-05]. （原始内容存档 (PDF)于2024-09-06） （中文（香港））.
15. ↑   (报告). 運輸署: 附錄12. 2008 （中文（香港））.
16. ↑   (PDF). 城巴有限公司. 2008-08-25  [2024-09-05]. （原始内容存档 (PDF)于2023-08-16） （中文（香港））.
17. ↑   (PDF) (新闻稿). 城巴有限公司, 新世界第一巴士服務有限公司. 2012-12-19  [2024-09-05]. （原始内容存档 (PDF)于2024-04-12） （中文（香港））.
18. 1 2  運輸署.  (PDF). 油尖旺區議會交通運輸委員會文件2012/第7號: 附件15. 2012-02  [2024-09-05]. （原始内容存档 (PDF)于2024-09-06） （中文（香港））.
19. ↑  . 城巴有限公司. 2013-02-22 （中文（香港））.[]
20. ↑  運輸署.  (PDF). 油尖旺區議會交通運輸及房屋事務委員會第20/2016文件. 2016-03  [2024-09-05]. （原始内容存档 (PDF)于2024-06-05） （中文（香港））.
21. ↑  運輸署.  (PDF). 北區區議會交通及運輸委員會文件第67/2017號. 2017-05  [2024-09-05]. （原始内容存档 (PDF)于2024-06-19） （中文（香港））.
22. ↑   (PDF) (新闻稿). 城巴有限公司. 2018-10-19  [2024-01-14]. （原始内容存档 (PDF)于2024-01-02） （中文（香港））.
23. ↑   (PDF). 運輸署.   [2018-11-23]. （原始内容存档 (PDF)于2020-11-02） （中文（香港））.
24. ↑  運輸及房屋局.  (PDF). 立法會參考資料摘要: 附件B 第6頁. 2019-10-09  [2024-09-05]. （原始内容存档 (PDF)于2024-09-06） （中文（香港））.
25. ↑  運輸及房屋局.  (PDF). 立法會參考資料摘要: 附件B 第6頁. 2021-01-27  [2024-09-05]. （原始内容存档 (PDF)于2024-09-06） （中文（香港））.
26. ↑   (PDF). 城巴有限公司. 2019-06-04  [2024-09-05]. （原始内容存档 (PDF)于2024-09-06） （中文（香港））.
27. ↑   (PDF) (新闻稿). 城巴有限公司. 2019-08-30  [2024-09-05]. （原始内容存档 (PDF)于2024-09-06） （中文（香港））.
28. ↑  . 運輸署. 2019-11-22  [2024-01-18]. （原始内容存档于2023-03-15） （中文（香港））.
29. ↑   (PDF). 城巴有限公司. 2019-11-22  [2024-01-18]. （原始内容存档 (PDF)于2023-08-11） （中文（香港））.
30. ↑   (PDF). 城巴有限公司. 2020-12-11  [2024-09-05]. （原始内容存档 (PDF)于2024-09-06） （中文（香港））.
31. ↑   (PDF). 城巴有限公司. 2020-12-14  [2023-07-13]. （原始内容存档 (PDF)于2023-07-13） （中文（香港））.
32. ↑   (PDF). 城巴有限公司. 2022-03-10  [2024-09-05]. （原始内容存档 (PDF)于2024-09-06） （中文（香港））.
33. ↑   (PDF) (新闻稿). 城巴有限公司. 2022-09-23  [2024-09-05]. （原始内容存档 (PDF)于2024-09-06） （中文（香港））.
34. ↑   (PDF). 城巴有限公司. 2022-09-23  [2024-09-05]. （原始内容存档 (PDF)于2024-09-06） （中文（香港））.
35. ↑   (PDF). 城巴有限公司. 2022-10-21  [2024-09-05]. （原始内容存档 (PDF)于2024-09-06） （中文（香港））.
36. ↑   (PDF). 城巴有限公司. 2023-01-13  [2024-09-05]. （原始内容存档 (PDF)于2024-09-06） （中文（香港））.
37. ↑   (PDF). 城巴有限公司. 2023-02-10  [2024-09-05]. （原始内容存档 (PDF)于2024-09-06） （中文（香港））.
38. ↑   (PDF). 城巴有限公司. 2023-06-02  [2024-09-05]. （原始内容存档 (PDF)于2024-09-06） （中文（香港））.
39. ↑   (PDF). 城巴有限公司. 2023-10-26  [2024-09-05]. （原始内容存档 (PDF)于2024-09-06） （中文（香港））.
40. ↑  運輸署. . 香港出行易 （中文（香港））.
41. ↑  運輸署. . 香港出行易 （中文（香港））.
42. ↑  . 城巴有限公司.   [2022-06-01]. （原始内容存档于2022-05-14） （中文（香港））.
43. ↑   (PDF). 城巴有限公司.   [2023-07-14]. （原始内容存档 (PDF)于2023-07-01） （中文（香港））.
44. ↑  . 城巴有限公司.   [2024-01-17]. （原始内容存档于2024-01-15） （中文（香港））.
45. ↑   (PDF). 城巴有限公司. 2023-12-14  [2023-12-18]. （原始内容存档 (PDF)于2023-12-14） （中文（香港））.
46. ↑  . 城巴有限公司.   [2023-04-01]. （原始内容存档于2023-03-11） （中文（香港））.
47. ↑  容偉釗. . BSI HOBBIES(HK). 2023-07: 139, 154. ISBN 9628414232 （中文（香港））.
48. ↑  香港立法會.  (PDF). 2023年第133號法律公告: B2502-B2504. 2023-07-01  [2024-09-05]. （原始内容存档 (PDF)于2023-12-18） （中文（香港））.
49. ↑  . 城巴有限公司.   [2024-09-08]. （原始内容存档于2024-08-22） （中文（香港））.
50. ↑   (PDF). 油尖旺區議會秘書處: 附件二. 2016-04  [2024-09-08]. （原始内容存档 (PDF)于2024-09-08） （中文（香港））.
51. ↑   (PDF). 油尖旺區議會秘書處: 附件六. 2017-03  [2024-09-08]. （原始内容存档 (PDF)于2023-04-30） （中文（香港））.
52. ↑   (PDF) (报告). 香港立法會: 467-468.   [2021-03-27]. （原始内容存档 (PDF)于2021-03-23） （中文（香港））.
53. ↑   (PDF). 油尖旺區議會秘書處: 第34點. 2023-04 （中文（香港））.